# Уокер, Джон Энтони
Джон Энтони Уокер (англ. John Anthony Walker; 28 июля 1937, Вашингтон (округ Колумбия) — 28 августа 2014, Северная Каролина) — дежурный офицер связи штаба командующего подводным флотом США в атлантическом регионе, агент внешней разведки СССР.  Считается одним из наиболее ценных зарубежных агентов Комитета государственной безопасности СССР.

## Биография
В 18 лет поступил на службу в ВМС США, чтобы избежать наказания за магазинные кражи. Стал агентом внешней разведки СССР в 1967—68 годах, чему способствовал Борис Соломатин. Уокер привлёк к разведывательной работе членов своей семьи, в том числе своего брата Артура и сына Майкла (англ. Walker spy ring), а также коллегу-шифровальщика из ВМС Джерри Уитворта (Jerry Witworth), от которых также поступали особо секретные материалы по военным проблемам.
За время работы передал множество информации, включая схемы шифраторов «KW-7» и «KW-37» и ключи к ним, а также информацию об обнаружении американцами советских подводных лодок по акустическим сигнатурам и опознанных в них шумах. По оценке Виталия Юрченко, двойного перебежчика, разработка Уокера была самым крупным делом в истории КГБ. Именно оно помогло Олегу Калугину быстро продвинуться по служебной лестнице и стать самым молодым генералом в первом главном управлении КГБ в 1974 году.
C Уокером поддерживал контакт сотрудник резидентуры в Вашингтоне Владимир Горовой.
За время работы на советскую разведку Уокер получил в качестве вознаграждения около 1 миллиона долларов. Вызвал подозрения у Федерального бюро расследований своими неоправданно крупными расходами, не соответствовавшими получаемому им жалованию. Выдан ФБР своей бывшей женой. 
Арестован в мае 1985 года. С учётом значительного ущерба, нанесённого им национальной безопасности США, Уокер был приговорен в 1985 году к пожизненному тюремному заключению, его сообщники также были приговорены к различным срокам.